# 黃經漢
黄经汉（Ng Chin Han，1969年11月27日—），新加坡男演员。
黄经汉10几岁时就开始了自己的演员生涯，上个世纪90年代初成功担任花旗银行在亚洲地区的形象代言人后，在新加坡第一部英语电视系列剧《Masters of the Sea》中担当角色，从此一举成名。1998年，黄经汉在美国电影《Blindness》出演Daniel Hong这一角色，成为其在好莱坞的首次露面。之后又在《爱之针》、《蝙蝠侠：黑暗骑士》与《2012》中担当角色。

## 作品

### 電影
- 1998年Blindness（英语：Blindness (film)）
- 2008年蝙蝠俠：黑暗騎士
- 2009年2012
- 2011年全境擴散
- 2013年美味秘方
- 2014年美國隊長2
- 2016年独立日：卷土重来
- 2016年花樣廚神
- 2017年攻殼機動隊
- 2018年摩天大樓
- 2021年真人快打

### 電視
- 2012年核艦風雲，飾演鄭敏，中國特使
- 2013年諜海黑名單，飾演吳京
- 2014年馬可·波羅 (2014年電視影集)，飾演賈似道
- 2023年西遊ABC，飾演賽門·王（Simon Wang）